# Crocus veneris
Crocus veneris är en irisväxtart som beskrevs av Tapp. och Josef Poech. Crocus veneris ingår i släktet krokusar, och familjen irisväxter.
Artens utbredningsområde är Cypern. Inga underarter finns listade i Catalogue of Life.